# Palazzo Emo Diedo
Palazzo Emo Diedo è un palazzo di Venezia situato nel sestiere di Santa Croce, affacciato sul Canal Grande, di fronte alla stazione ferroviaria. 
Si trova lungo la fondamenta di San Simeone Piccolo, poco distante dalla chiesa omonima.

## Storia
Il palazzo seicentesco è un progetto incompiuto di Andrea Tirali della seconda metà del XVII secolo: costruita per la famiglia Emo, tale architettura si pone in contrasto con la contemporanea e dominante architettura barocca di Baldassarre Longhena. Il palazzo passa alla famiglia Diedo, da cui il secondo nome.
Oggi è occupato dalle Suore della Carità.

## Architettura
La facciata neoclassica evidenzia il pian terreno, un piano nobile e un sottotetto di buone dimensioni, per un totale di tre piani e un totale di venti fori.
Al pian terreno, centralmente, il portale è affiancato da due finestre quadrangolari, all'interno di una superficie bugnata sovrastata da una balaustra; a quest'ultima corrisponde un balcone con trifora a tutto sesto sovrastata da ampio timpano. Il resto della facciata è semplice e disadorno. Sul retro si apre un giardino.